# Tåresluoppal
Tåresluoppal är en sjö i Gällivare kommun i Lappland och ingår i Kalixälvens huvudavrinningsområde. Sjön har en area på 0,366 kvadratkilometer och ligger 420,3 meter över havet. Tåresluoppal ligger i Torne och Kalix älvsystem Natura 2000-område.

## Delavrinningsområde
Tåresluoppal ingår i det delavrinningsområde (745526-169789) som SMHI kallar för Utloppet av Tåresluoppal. Medelhöjden är 424 meter över havet och ytan är 3,12 kvadratkilometer. Räknas de 16 avrinningsområdena uppströms in blir den ackumulerade arean 181,99 kvadratkilometer. Vassaraälven (Toresjåkkå) som avvattnar avrinningsområdet har biflödesordning 3, vilket innebär att vattnet flödar genom totalt 3 vattendrag innan det når havet efter 245 kilometer. Avrinningsområdet består mestadels av skog (32 procent) och sankmarker (62 procent). Avrinningsområdet har 0,13 kvadratkilometer vattenytor vilket ger det en sjöprocent på 4,2 procent.